# Hilal Yego
Hilal Yego (* 2. April 1992 als Hillary Kipsang Yego) ist ein türkischer Leichtathlet kenianischer Herkunft, der sich auf den Hindernislauf spezialisiert hat und seit 2020 für die Türkei startberechtigt ist.

## Sportliche Laufbahn
Erste internationale Erfahrungen sammelte Hilal Yego im Jahr 2009, als er für Kenia startend in 5:25,33 min die Goldmedaille im 2000-Meter-Hindernislauf bei den Jugendweltmeisterschaften in Brixen gewann. 2011 startete er zum Saisonauftakt der Diamond League in Shanghai und wurde dort in 8:07,71 min Dritter über 3000 Meter Hindernis und startete anschließend bei allen weiteren Stationen der League, konnte sich aber nicht erneut unter den besten drei platzieren. Auch in den Folgejahren nahm er regelmäßig an Diamond-League-Meetings teil und siegte dann 2013 bei der IAAF World Challenge in Peking in 8:09,17 min, wurde anschließend in 8:09,01 min Dritter bei den Bislett Games in Oslo und siegte schließlich in 8:09,81 min beim Bauhaus-Galan in Stockholm sowie in 8:08,03 min bei Weltklasse Zürich. Im Jahr darauf wurde er bei den Bislett Games in 8:10,93 min erneut Dritter, wie auch beim Herculis in Monaco in 8:10,23 min. 2015 gelangte er beim Bauhaus-Galan nach 8:19,14 min auf Rang drei. 2017 entschloss er, künftig für die Türkei an den Start gehen zu wollen und durfte daher bis 2020 an keinen internationalen Wettkämpfen teilnehmen.
2021 gewann er dann bei den Balkan-Meisterschaften im serbischen Smederevo in 8:52,65 min die Silbermedaille. Im Jahr darauf siegte er in 8:43,24 min bei den Balkan-Meisterschaften in Craiova und anschließend belegte er bei den Mittelmeerspielen in Oran in 8:33,43 min den sechsten Platz. Im August kam er bei den Europameisterschaften in München mit 8:43,76 min nicht über den Vorlauf hinaus.
In den Jahren von 2020 bis 2022 wurde Yego türkischer Meister im 3000-Meter-Hindernislauf.

## Persönliche Bestleistungen
- 3000 Meter: 7:53,18 min, 13. Juli 2010 in Lüttich
- 3000 m Hindernis: 8:03,57 min, 18. Mai 2013 in Shanghai